# Sculptifrontia arcuata
Sculptifrontia arcuata är en fjärilsart som beskrevs av Emilio Berio 1966/67. Sculptifrontia arcuata ingår i släktet Sculptifrontia och familjen nattflyn. Inga underarter finns listade.